# 乔治·帕德莫尔
乔治·帕德莫尔（英語：George Padmore，1903年6月28日—1959年9月23日），原名马尔科姆·伊万·麦雷迪斯·诺思（英語：Malcolm Ivan Meredith Nurse），美国共产党党员，是特立尼达和多巴哥的记者、作家，泛非主义倡导者，是共产国际领导下的黑人工人运动的主要组织者。

## 生平
1903年，出生于特立尼达和多巴哥共和国的特立尼达岛阿鲁卡县的教师家庭。
1918年，中学毕业，在报社当采访航运业新闻的记者。
1924年，在美国田纳西州纳什维尔的菲斯克大学法律系。
1927年，加入美国共产党。
1929年，出席在法兰克福召开的共产国际领导的反帝大同盟第二次大会。
1930年，在的东方劳动大学教授殖民主义问题的课程，同时担任红色工会国际黑人局的负责人。
1933年，共产国际解散黑人工人工会委员会，辞去一切职务。他
1935年，住在伦敦。
1937年，建立了国际非洲事务局(IASB)。
1939年，发表《我为什么反对征兵》，表示只要英国不答应让英属殖民独到立，就不支持英国反对德国法西斯的战争。
1944年，建立了泛非联合会。
1945年，第五次泛非会议在曼彻斯特市政厅召开，建立工作委员会，出任主席。
1956年，出版《泛非主义还是共产主义？》。
1957年，加纳独立，应邀担任了夸梅·恩克鲁玛的非洲事务顾问。
1959年，肝病恶化病逝。

## 作品
- 《The Life and Struggles of Negro Toilers》（1931年）
- 《Haiti, an American Slave Colony》（1931年）
- 《The Negro Workers and the Imperialist War Intervention in the USSR》（1931年）
- 《How Britain Rules Africa》（1936年）
- 《Africa and World Peace》（1937年）
- 《Hands Off the Protectorates》（1938年）
- 《The White Man's Duty: An Analysis of the Colonial Question in the Light of the Atlantic Charter》（1942年）
- 《he Voice of Coloured Labour》（1945年）
- 《How Russia Transformed Her Colonial Empire: A Challenge to the Imperialist Powers》（1946年）
- 《History of the Pan-African Congress》（1947年）
- 《Africa: Britain's Third Empire》（1949年）
- 《he Gold Coast Revolution: The Struggle of an African People from Slavery to Freedom》（1953年）
- 《Pan-Africanism or Communism? The Coming Struggle for Africa》（1956年）